# Ехидо Каретас, Ел Инфијерниљо (Пенхамо)
Ехидо Каретас, Ел Инфијерниљо (шп. Ejido Carretas, El Infiernillo) насеље је у Мексику у савезној држави Гванахуато у општини Пенхамо. Насеље се налази на надморској висини од 1900 м.

## Становништво
Према подацима из 2005. године у насељу су живела 2 становника.

### Хронологија
| Година       | 2000 | 2005 |
| ------------ | ---- | ---- |
| Становништво | 6    | 2    |

### Попис
| # | Индикатор                        | Вредност |
| - | -------------------------------- | -------- |
| 1 | Укупно појединачних домаћинстава | 1        |